# Resolució 343 del Consell de Seguretat de les Nacions Unides
La Resolució 343 del Consell de Seguretat de les Nacions Unides, aprovada el 14 de desembre de 1973 després de reafirmar les resolucions anteriors sobre el tema, i observant els recents esdeveniments esperançadors, el Consell va ampliar l'estacionament a Xipre de la Força de les Nacions Unides pel Manteniment de la Pau a Xipre per un altre període, que acaba el 15 de juny de 1974. El Consell també va demanar a les parts directament interessades que continuessin actuant amb la màxima restricció i cooperessin plenament amb la força de manteniment de la pau.
La resolució 343 va ser aprovada per 14 vots contra cap, amb l'abstenció de la República Popular de la Xina.